# Collecte des eaux pluviales
La collecte des eaux pluviales est la captation, l'accumulation et le stockage des eaux issu des précipitations atmosphériques pour une utilisation à proximité. Les définitions de l'« eau de pluie », des « eaux pluviales » (en anglais rainwater, rain waters ou stormwater), de par le monde varient. La collecte vise l'eau des précipitations atmosphériques (pluie, neige, grêle, hydrométéores divers), le caractère essentiel de ces eaux peut consister en ne pas s'être encore chargées de substances solubles provenant de la terre, ce qui autorise le prélèvement sur une structure, aussi bien que sur le sol, du moment que cette eau de ruissellement est restée chimiquement proche de l'eau de pluie. La définition la plus restreinte ne considère que les « eaux provenant de la pluie et collectées sur des bâtiments ou des structures ».
L'eau de pluie peut être recueillie des rivières ou depuis les toits et, dans de nombreux endroits, cette eau est redirigée vers une fosse, un réservoir, un puits avec percolation ; ou recueillie dans la rosée ou le brouillard avec des filets ou autres outils. Ses utilisations comprennent l'arrosage des jardins, l'abreuvage du bétail, l'irrigation, les utilisations domestiques avec un traitement approprié, le chauffage intérieur des maisons , etc. L'eau récoltée peut également être utilisée comme eau potable (via un traitement éventuel), stockage à long terme et à d'autres fins comme la recharge des aquifères.
La collecte de l'eau de pluie est l'une des méthodes d'auto-approvisionnement en eau les plus simples et les plus anciennes pour les ménages, généralement financée par l'utilisateur.

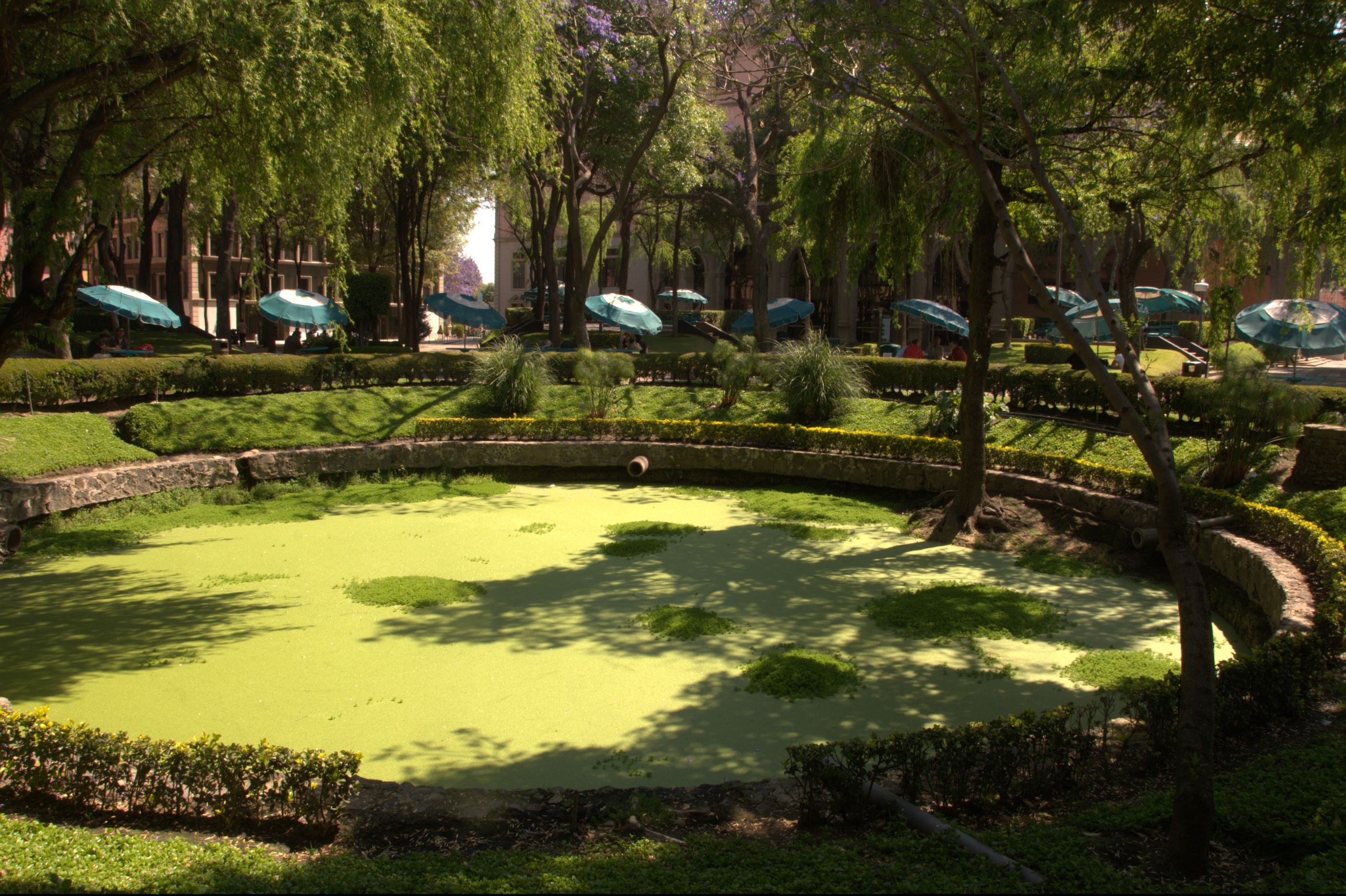
Système de captage et de stockage des eaux de pluie à l'Institut de technologie et d'enseignement supérieur de Monterrey, Mexico.

## Histoire

### Temps anciens

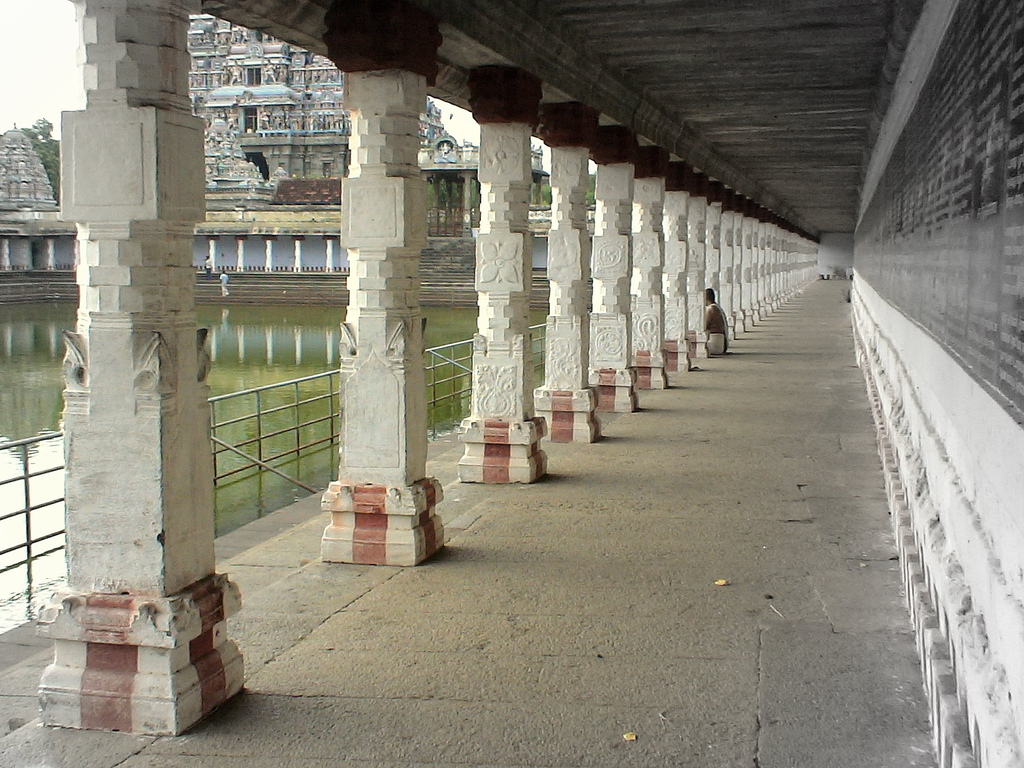
Shivaganga Tank dans le Tamil Nadu.

La construction et l'utilisation de citernes pour stocker l'eau de pluie remontent au Néolithique, lorsque des citernes imperméables enduites à la chaux ont été construites dans les maisons des villages du Levant, une vaste région de l'Asie du Sud-Ouest, au sud des monts Taurus. lié par la mer Méditerranée à l'ouest, le désert d'Arabie au sud et la Mésopotamie à l'est. Vers la fin de l'an 4000, les citernes étaient des éléments essentiels des techniques de gestion de l'eau émergentes utilisées en aridoculture.
De nombreuses citernes anciennes ont été découvertes à Jérusalem et dans toute la terre d'Israël. Sur le site considéré par certains comme étant celui de la ville biblique d'Aï (Khirbet et-Tell), une grande citerne datant de 2500 av. J.-C. a été découverte qui avait une capacité de près de 1 700 m3. Il a été sculpté dans de la roche solide, garni de grosses pierres et scellé avec de l'argile pour éviter les fuites.
L'île grecque de Crète est également connue pour son utilisation de grandes citernes pour la collecte et le stockage de l'eau de pluie pendant la période minoenne de 2600 av. J.-C. à 1100 av. J.-C.. Quatre grandes citernes ont été découvertes à Myrtos-Pyrgos, Archánes et Zakroeach. La citerne trouvée à Myrtos-Pyrgos d'une capacité de plus de 80 m3 remontait à 1700 av. J.-C..
Vers 300 avant notre ère, les communautés agricoles du Baloutchistan (maintenant situées au Pakistan, en Afghanistan et en Iran) et Kutch, en Inde, utilisaient l'eau de pluie pour l'agriculture et de nombreuses autres utilisations. La récolte de l'eau de pluie a été faite par les rois Chola. L'eau de pluie du temple de Brihadesvara (situé à Balaganpathy Nagar, Thanjavur, en Inde) a été recueillie dans le réservoir de Shivaganga. Au cours de la dernière période Chola, le réservoir Vīrānam fut construit (1011-1037 EC) dans le district de Cuddalore au Tamil Nadu pour stocker l'eau à des fins de consommation et d'irrigation. Vīrānam est un réservoir de 16 km de long avec une capacité de stockage de 41 500 000 m3 (environ 1 465 000 000 pieds3).
La récolte des eaux de pluie était également courante dans l'Empire romain. Tandis que les aqueducs romains sont bien connus, les citernes romaines étaient aussi couramment utilisées et leur construction s'est agrandie avec l'Empire. Par exemple, à Pompéi, le stockage de l'eau sur les toits était courant avant la construction de l'aqueduc au Ier siècle av. Cette histoire s'est poursuivie avec l'Empire byzantin, par exemple la citerne Basilique d'Istanbul.

### Utilisations actuelles

#### France
La récupération de l'eau de pluie en France est très ancienne et fait l'objet d'une expérimentation nouvelle à partir des années 1990. La collecte d'eau de pluie est désormais encadrée par la loi et subventionnée.
En Guyaneles eaux pluviales sont une source importante d'eau dite potable (liée à un risque accru de saturnisme ; en 2015 25 % des femmes accouchant en Guyane avaient une plombémie trop élevée (> 50 μg/L) et 82 % présentaient au moins un facteur de risque d’avoir une plombémie élevée (ex : consommation hebdomadaire de gibier tué à la grenaille de plomb ou par balle),.

#### Canada
Un certain nombre de Canadiens ont commencé à mettre en place des systèmes de collecte de l'eau de pluie pour la réduction des eaux pluviales, l'irrigation, la lessive et les installations sanitaires. Une réforme substantielle de la législation canadienne depuis le milieu des années 2000 a accru l'utilisation de cette technologie à des fins agricoles, industrielles et résidentielles, mais de nombreuses provinces continuent d'être ambiguës. Les règlements municipaux et les codes municipaux locaux réglementent souvent la collecte des eaux de pluie.

#### Inde
- Potentiel pan-indien : Aucun potentiel authentifié de collecte d'eau de pluie n'a été évalué en Inde.
- En Andhra Pradesh, la nappe phréatique est généralement située à plus de 7 mètres de profondeur. Par diverses méthodes de collecte des eaux pluviales, si la nappe phréatique est élevée de 4 mètres en utilisant les précipitations adéquates disponibles pendant la mousson, les cultures peuvent être établies toute l'année en utilisant les eaux souterraines sans faire face à une pénurie d'eau.
- Le Tamil Nadu a été le premier État à rendre la collecte des eaux de pluie obligatoire pour chaque bâtiment afin d'éviter l'épuisement des eaux souterraines. Le programme a été lancé en 2001 et a été mis en œuvre dans toutes les zones rurales du Tamil Nadu. Des affiches dans tout le Tamil Nadu, y compris dans les zones rurales, sensibilisent à la récolte des eaux pluviales (TN Govt site). Il a donné d'excellents résultats en cinq ans, et lentement chaque état l'a pris comme modèle. Depuis sa mise en œuvre, Chennai a connu une augmentation de 50 % du niveau d'eau en cinq ans et la qualité de l'eau s'est considérablement améliorée[11].
- Karnataka : À Bangalore, l'adoption de la collecte des eaux de pluie est obligatoire pour tout propriétaire ou occupant d'un bâtiment ayant une superficie de 60 pi (18,3 m) × 40 pi (12,2 m) ou plus et pour un bâtiment nouvellement construit mesurant 30 pi (9,1 m) × 40 pi (12,2 m) et  dimensions supérieures. À cet égard, le  conseil d'approvisionnement en eau et d'assainissement de Bangalore a lancé et construit un « parc thématique de récupération de l'eau de pluie » (Rain Water Harvesting Theme Park) au nom de Sir M. Visvesvaraya dans 1,2 acres (4 900 m2) de terrains situés à Jayanagar. Dans ce parc, 26 modèles différents de collecte d'eau de pluie sont présentés ainsi que des conseils de conservation de l'eau. L'auditorium du premier étage est équipé d'un système de climatisation « vert » et servira à organiser la réunion et la projection d'un clip vidéo sur la collecte des eaux de pluie aux étudiants et au grand public[12]. Une tentative a été faite au département de génie chimique, Indian Institute of Science pour recueillir l'eau de pluie en utilisant la surface supérieure d'un distillateur solaire[13].
- Au Rajasthan, la récolte de l'eau de pluie a traditionnellement été pratiquée par les habitants du désert du Thar. De nombreux anciens systèmes de collecte de l'eau y ont été relancés[14]. Les systèmes de collecte de l'eau sont largement utilisés dans d'autres régions du Rajasthan, par exemple le système de chauka du district de Jaipur[15].
- Maharashtra : Actuellement, à Pune, la collecte des eaux de pluie est obligatoire pour toute nouvelle société de logement voulant s'enregistrer.
- À Bombay au Maharashtra, la collecte des eaux de pluie est considérée comme une bonne solution pour résoudre la crise de l'eau. Le conseil municipal de Bombay prévoit de rendre la collecte des eaux pluviales obligatoire pour les grandes sociétés[16].

#### Israël
Le « Southwest Center for the Study of Hospital and Healthcare Systems », en coopération avec le Rotary International, parraine un programme de collecte d'eau de pluie à travers le pays. Le premier système de captage des eaux pluviales a été installé dans une école primaire de Lod, en Israël. Le projet cherche à s'étendre à Haïfa dans sa troisième phase. Le Southwest Center s'est également associé au « Water Resources Action Project » de Washington DC, qui a actuellement des projets de collecte d'eau de pluie en Cisjordanie. Des systèmes de collecte des eaux pluviales sont en train d'être installés dans les écoles locales afin d'éduquer les écoliers sur les principes de conservation de l'eau et de combler les fossés entre les personnes de différentes origines religieuses et ethniques, tout en abordant la question de la pénurie d'eau..

#### Nouvelle-Zélande
Bien que la Nouvelle-Zélande ait des précipitations abondantes dans l'Ouest et le Sud, pour la majeure partie du pays, la collecte des eaux de pluie est la pratique normale pour la plupart des habitations rurales et est encouragée par la plupart des conseils.

#### Sri Lanka
La collecte de l'eau de pluie a été une méthode populaire pour obtenir de l'eau pour l'agriculture et pour boire dans les maisons rurales. La législation visant à promouvoir la collecte des eaux pluviales a été promulguée par l'amendement à la loi no 36 de 2007 de l'Urban Development Authority. Le « Lanka rainwater harvesting forum » dirige l'initiative du Sri Lanka.

#### Afrique du Sud
La « South African Water Research Commission » a soutenu la recherche sur la collecte des eaux pluviales. Les rapports sur cette recherche sont disponibles sur leur « Knowledge Hub ». Des études menées dans des régions arides, semi-arides et humides ont confirmé que des techniques telles que le paillis, piting, ridging (en) et les parcelles de ruissellement modifiées (modified run-on plots) sont efficaces pour la production de cultures à petite échelle.

#### Royaume-Uni
Au Royaume-Uni, on trouve souvent des réservoirs d'eau de pluie (water butts) dans les jardins familiaux et sur les jardins potagers pour collecter l'eau de pluie, qui est ensuite utilisée pour arroser le jardin. Cependant, le Code For Sustainable Homes du gouvernement britannique a encouragé l'installation de grands réservoirs souterrains dans les maisons nouvellement construites afin de recueillir l'eau de pluie pour le rinçage des toilettes, l'arrosage et le lavage. Les conceptions idéales ont le potentiel de réduire de moitié la demande d'eau de distribution. Le code a été abrogé en 2015.

#### Autres pays

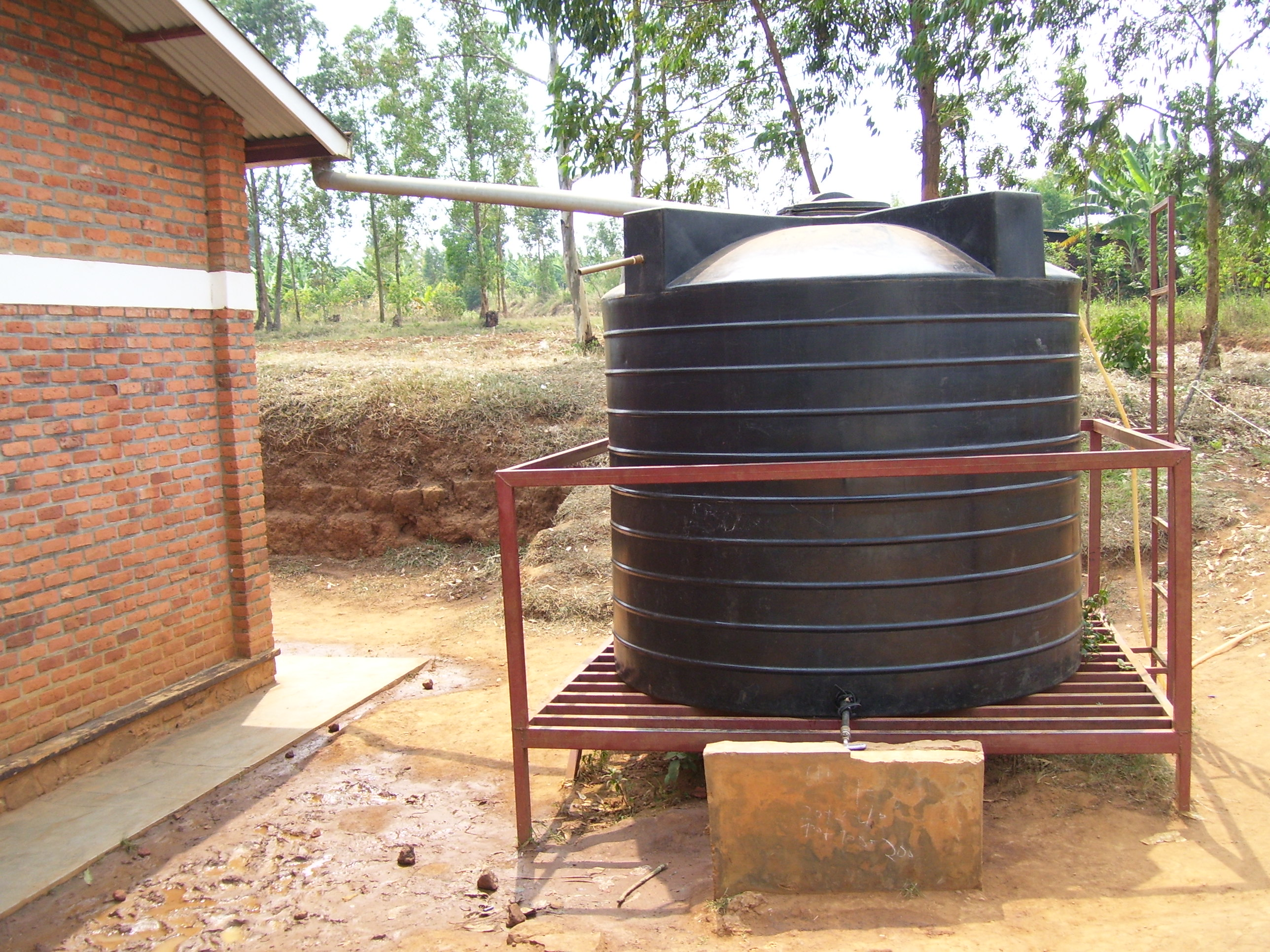
Cuve de récupération d'eau de pluie

- En Chine, en Argentine et au Brésil, la collecte d'eau de pluie sur les toits est pratiquée pour fournir de l'eau potable, de l'eau domestique, de l'eau pour le bétail, de l'eau pour irriguer et pour reconstituer les niveaux d'eau souterraine. La province du Gansu en Chine et le Nordeste semi-aride du Brésil ont les plus grands projets de collecte d'eau de pluie sur toit. À Pékin, certaines sociétés de logement ajoutent désormais de l'eau de pluie dans leurs principales sources d'eau après un traitement approprié.
- La Thaïlande a la plus grande fraction de la population en  zone rurale s'appuyant sur la collecte des eaux de pluie (actuellement environ 40 %). La récolte des eaux de pluie a été fortement encouragée par le gouvernement dans les années 1980. Dans les années 1990, après l'épuisement du financement gouvernemental pour les réservoirs de collecte, le secteur privé est intervenu et a fourni plusieurs millions de réservoirs aux ménages privés, dont beaucoup continuent d'être utilisés[23]. C'est l'un des plus grands exemples d'auto-approvisionnement en eau dans le monde.
- Aux Bermudes, la loi exige que toute nouvelle construction inclue une collecte d'eau de pluie adéquate pour les résidents[24].
- Les Îles Vierges des États-Unis ont une loi similaire.
- Au Sénégal et en Guinée-Bissau, les maisons des habitants de Diola sont fréquemment équipées de collecteurs d'eau de pluie artisanales fabriquées à partir de matériaux organiques locaux.
- Dans le delta de l'Irrawaddy en Birmanie, les eaux souterraines sont salées et les communautés dépendent des bassins d'eau pluviale revêtus de boue pour satisfaire leurs besoins en eau potable tout au long de la saison sèche. Certains de ces étangs sont vieux de plusieurs siècles et sont traités avec beaucoup de révérence et de respect.
- Aux États-Unis, jusqu'en 2009 au Colorado, les lois sur les droits d'utilisation de l'eau limitaient presque complètement la collecte des eaux de pluie; un propriétaire qui a capturé l'eau de pluie a été considéré comme la dérobant à ceux qui ont le droit de prendre l'eau du bassin versant. Maintenant, les propriétaires de puits résidentiels qui répondent à certains critères peuvent obtenir un permis pour installer un système de collecte des précipitations sur le toit (BS 09-080)[25]. Jusqu'à 10 études pilotes à grande échelle peuvent également être autorisées (HB 09-1129)[26]. Le principal facteur pour convaincre l'Assemblée générale du Colorado de modifier la loi était une étude de 2007 qui a révélé qu'en moyenne, 97 % des précipitations tombées dans le comté de Douglas, dans la banlieue sud de Denver, n'ont jamais atteint un cours d'eau, utilisée par les plantes ou évaporée au sol. Le captage des eaux pluviales est obligatoire pour les nouveaux logements à Santa Fe, Nouveau-Mexique[27]. Le Texas offre une exonération de la taxe de vente sur l'achat d'équipement de collecte de l'eau de pluie. Les deux Texas[28] et Ohio permettent la pratique même à des fins de consommation d'eau. L'Oklahoma a adopté le Water for 2060 Act en 2012, afin de promouvoir des projets pilotes pour l'utilisation des eaux pluviales et des eaux grises parmi d'autres techniques d'économie d'eau[29].
- En Irlande, le professeur Micheal Mcginley a établi un projet de conception d'un prototype de récupération d'eau de pluie dans le biosystems design challenge module de l'University College Dublin.
- Aux Îles Canaries, étant donné le peu de précipitation, sur les parties d'iles qui ne sont pas balayées par alizés, les eaux pluviales sont récupérées indirectement, mais régulièrement, en creusant des caverne horizontales dans la roche poreuse d'origine volcanique. Des canaux permettent, entre autres, d'acheminer l'eau collectée jusqu'aux champs à irriguer. Un projet est en cours pour collecter les gouttelettes d'eau contenues dans le brouillard[30].

## Nouvelles approches

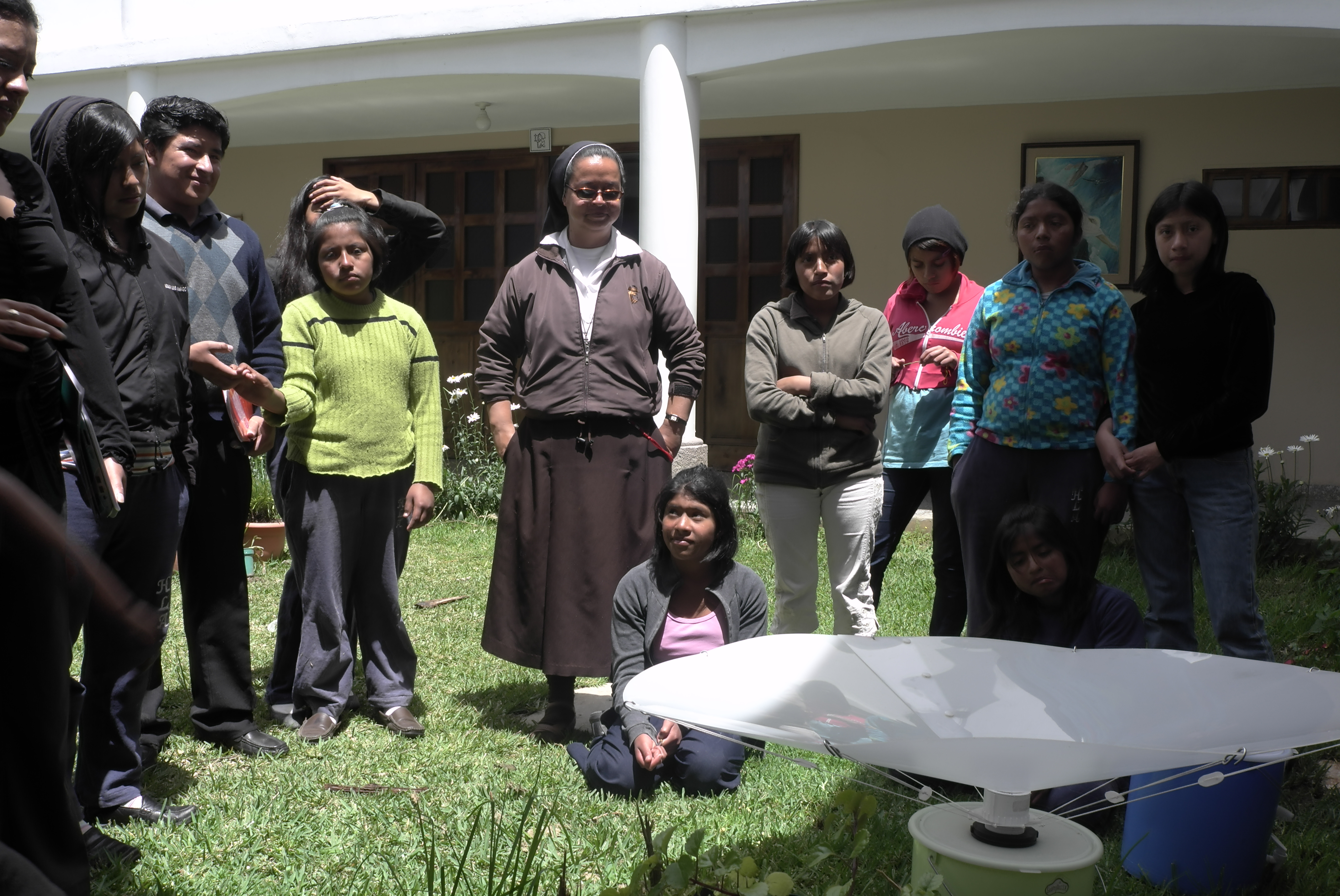
Présentation du système RainSaucer aux étudiants d'un orphelinat au Guatemala

Au lieu d'utiliser le toit comme captage, le RainSaucer, qui ressemble à un parapluie à l'envers, recueille la pluie directement du ciel. Cela réduit le potentiel de contamination et rend l'eau potable pour les pays en développement une application potentielle. D'autres applications de cette approche autonome de collecte des eaux de pluie sont le jardinage durable et l'agriculture en petites parcelles.
Une invention néerlandaise appelée groasis waterboxx est également utile pour la culture d'arbres avec de la rosée récoltée et stockée et l'eau de pluie.
Traditionnellement, la gestion des eaux pluviales utilisant des bassins de retenue répondait à un seul objectif. Cependant, le contrôle en temps réel optimisé permet de doubler cette infrastructure en tant que source de collecte d'eau de pluie sans compromettre la capacité de rétention existante. Cela a été utilisé dans le siège de l'EPA pour évacuer l'eau stockée avant les tempêtes, réduisant ainsi le débit par temps pluvieux tout en assurant la disponibilité de l'eau pour une réutilisation ultérieure. Cela a l'avantage d'augmenter la qualité de l'eau et de diminuer le volume d'eau rejeté lors des débordements d'égouts unitaires,.
Généralement, des barrages de contrôle sont construits à travers les cours d'eau pour améliorer la percolation de l'eau de surface dans les strates du sous-sol. La percolation de l'eau dans la zone de retenue d'eau des barrages de retenue peut être artificiellement augmentée en ameublissant les strates du sous-sol et les morts-terrains en utilisant des explosifs ANFO utilisés dans les mines à ciel ouvert. Ainsi, les aquifères locaux peuvent être rechargés rapidement en utilisant l'eau de surface disponible pour une utilisation pendant la saison sèche.

### Non traditionnel
En 1992, l'artiste américain Michael Jones McKean a créé une œuvre d'art à Omaha, au Nebraska, au Bemis Center for Contemporary Art, qui a créé un arc-en-ciel entièrement durable dans l'horizon d'Omaha. Le projet a recueilli des milliers de gallons d'eau de pluie, stockant l'eau dans six réservoirs de 12 000 gallons à la chaîne. L'entreprise logistique massive, au cours de sa période de cinq mois, était l'un des plus grands sites urbains de collecte d'eau de pluie dans le Midwest américain.

### Récolte des eaux de pluie dans les forêts inondées en eau douce

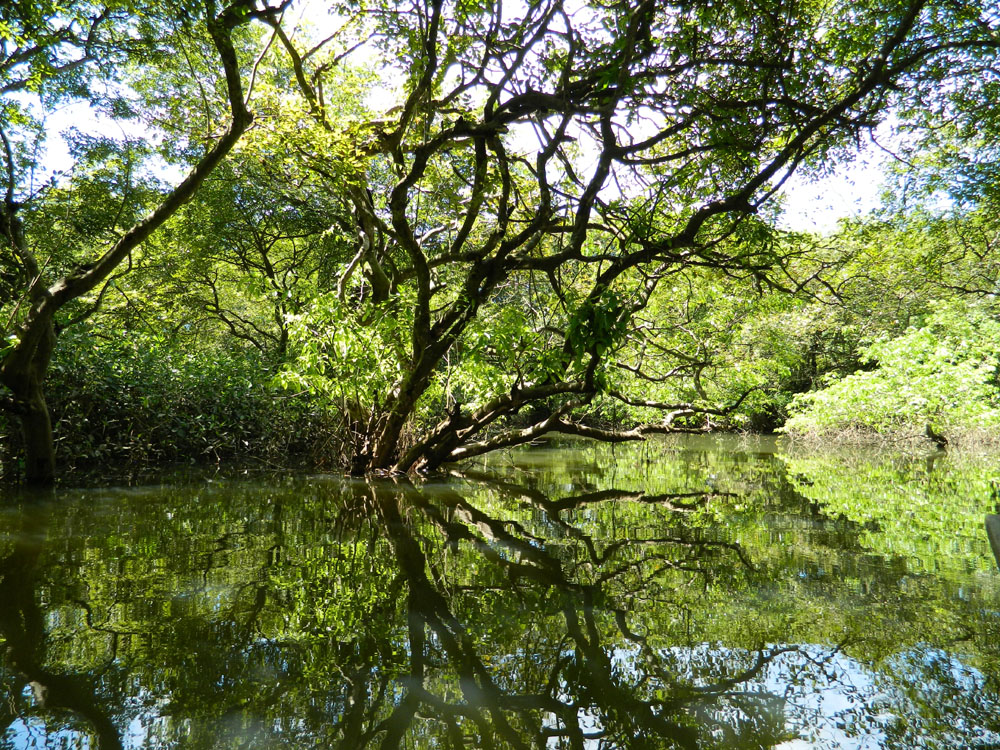
Forêt inondée d'eau douce de Ratagul, Bangladesh.

La collecte des eaux de pluie est possible en cultivant des forêts alluviales sans perdre les revenus des terres submergées. L'objectif principal de la collecte des eaux pluviales est d'utiliser l'eau de pluie disponible localement pour satisfaire les besoins en eau tout au long de l'année sans avoir besoin d'énormes dépenses en capital. Cela faciliterait la disponibilité d'eau non contaminée pour les besoins domestiques, industriels et d'irrigation.

### Récolte d'eau de pluie par des panneaux d'énergie solaire
Les ressources en eau de bonne qualité, plus proches des zones peuplées, deviennent rares et coûteuses pour les consommateurs. En plus de l'énergie solaire, l'eau de pluie est une ressource renouvelable majeure de toute terre. De vastes zones sont couvertes chaque année par des panneaux photovoltaïques dans toutes les parties du monde. Les panneaux solaires peuvent également être utilisés pour récolter la plus grande partie de l'eau de pluie et une eau de qualité, exempte de bactéries et de matières en suspension, peut être générée par de simples procédés de filtration et de désinfection,. L'exploitation de l'eau de pluie pour des produits à valeur ajoutée tels que l'eau potable en bouteille, rend les centrales solaires photovoltaïques rentables même dans les zones à forte pluviosité/nébulosité grâce à la valeur ajoutée de la production d'eau potable.

## Avantages
La collecte des eaux de pluie fournit un approvisionnement en eau indépendant pendant les restrictions d'eau régionales, et dans les pays développés, elle est souvent utilisée pour compléter l'approvisionnement principal. Elle fournit de l'eau en cas de sécheresse, peut aider à atténuer les inondations dans les zones de basse altitude et réduire la demande de puits, ce qui peut permettre de maintenir les niveaux d'eau souterraine. Elle contribue également à la disponibilité de l'eau potable, car l'eau de pluie est essentiellement exempte de salinité et d'autres sels. L'application de la collecte des eaux pluviales dans les réseaux d'eau urbains offre un avantage substantiel tant pour l'approvisionnement en eau que pour les sous-systèmes d'eaux usées en réduisant le besoin d'eau propre dans les systèmes de distribution d'eau, et une réduction des eaux de ruissellement polluant les masses d'eau douce.
Un grand nombre de travaux ont porté sur l'élaboration d'une méthode d'évaluation du cycle de vie et d'établissement des coûts du cycle de vie pour évaluer le niveau des impacts environnementaux et des économies pouvant être réalisées grâce à la mise en place de systèmes de collecte des eaux pluviales.

### Alimentation en eau indépendante
La collecte des eaux de pluie fournit un approvisionnement en eau indépendant pendant les restrictions d'eau. Dans les zones où l'eau propre est coûteuse ou difficile à trouver, la collecte de l'eau de pluie est une source essentielle d'eau propre. Dans les pays développés, l'eau de pluie est souvent récoltée pour être utilisée comme une source d'eau supplémentaire plutôt qu'une source principale, mais la récolte de l'eau de pluie peut également réduire les coûts de l'eau d'un ménage ou des niveaux d'utilisation globale. L'eau de pluie est également indépendante de la salinité ou polluants présents dans les eaux souterraines, ce qui augmente la quantité d'eau potable disponible lors de la récolte d'eau de pluie est utilisée.

### Supplément à la sécheresse
Lorsque la sécheresse se produit, l'eau de pluie récoltée au cours des derniers mois peut être utilisée. Si la pluie est imprévisible, l'utilisation d'un système de collecte d'eau de pluie peut être essentielle pour capturer la pluie quand elle tombe. De nombreux pays, en particulier ceux qui vivent dans des environnements arides, utilisent l'eau de pluie comme source d'eau potable bon marché et fiable. Pour améliorer l'irrigation dans les environnements arides, des digues (ridges) de sol sont construites pour piéger et empêcher l'eau de pluie de dévaler les collines et les pentes. Même pendant les périodes de faibles précipitations, suffisamment d'eau est collectée pour que les cultures poussent. L'eau peut être recueillie sur les toits, et les barrages et les étangs peuvent être construits pour contenir de grandes quantités d'eau de pluie, de sorte que même les jours où peu ou pas de pluie se produit, il y a assez pour irriguer les cultures.
De plus, la collecte des eaux de pluie diminue la demande en eau des puits, ce qui permet de maintenir les niveaux d'eau souterraine plutôt que de les épuiser.

### L'évaluation du cycle de vie
L'analyse du cycle de vie est une méthode utilisée pour évaluer les impacts environnementaux d'un système tout au long de son existence (cradle-to-grave). Devkota et al.,, a développé une telle méthode pour la collecte de l'eau de pluie, et trouvé que la conception du bâtiment (par exemple, les dimensions) et la fonction (par exemple éducative, résidentielle, etc.) jouent des rôles critiques dans la performance environnementale du système. Le modèle  de l'Economic and Environmental Analysis of Sanitations Technologies - EEAST - évalue les émissions de gaz à effet de serre et le coût de tels systèmes sur la durée de vie de divers types de bâtiments.
Pour traiter les paramètres fonctionnels des systèmes de collecte des eaux pluviales, une nouvelle métrique a été développée: le rapport entre l'offre et la demande (demand/supply - D/S), identifiant la conception idéale du bâtiment (offre) et la fonction (demande) en ce qui concerne les performances environnementales de la collecte de l'eau de pluie pour la chasse d'eau. Avec l'idée que l'approvisionnement en eau de pluie économise non seulement l'eau potable, mais aussi les eaux pluviales qui pénètrent dans le réseau d'égouts combiné (nécessitant un traitement), les économies dans les émissions environnementales sont plus élevées si les bâtiments sont raccordés à un réseau d'égouts combinés par rapport à un distinct.

## Installation du système
Les systèmes de collecte des eaux de pluie peuvent être complexes, allant de systèmes pouvant être installés avec un minimum de compétences, à des systèmes automatisés nécessitant une configuration et une installation avancées. Le système de collecte d'eau de pluie de base est plus un travail de plomberie qu'un travail technique, car tous les points de sortie de la terrasse du bâtiment sont reliés par un tuyau à un réservoir souterrain qui stocke l'eau.
Les systèmes sont idéalement dimensionnés pour répondre à la demande en eau pendant la saison sèche, car ils doivent être suffisamment grands pour supporter la consommation quotidienne d'eau. Plus précisément, la zone de capture des précipitations, telle que le toit d'un bâtiment, doit être suffisamment grande pour maintenir un débit d'eau adéquat. La taille du réservoir de stockage d'eau doit être suffisamment grande pour contenir l'eau captée.
De nombreuses méthodes nécessitant peu de  technologie sont utilisées pour capturer l'eau de pluie: systèmes de toiture, captation d'eau de surface et pompage de l'eau de pluie déjà immergée dans le sol ou capturée dans des réservoirs (citernes).
Avant la construction d'un système de collecte d'eau de pluie, l'utilisation d'outils numériques est utile. Par exemple, pour détecter si une région dispose d'un potentiel élevé de collecte d'eau de pluie, des cartes SIG de collecte des eaux de pluie peuvent être réalisées en utilisant un online interactive tool. Ou, pour estimer la quantité d'eau nécessaire pour répondre aux besoins en eau d'une communauté, l'outil Rain is Gain peut aider. Des outils comme ceux-ci peuvent aider à économiser du temps et de l'argent avant de s'engager dans la construction d'un système, en plus de rendre le projet durable et pérenne.

## Applications de la collecte de l'eau de pluie

### Agriculture
Des missions dans six pays des Caraïbes ont montré que la capture et le stockage des eaux de ruissellement pour une utilisation ultérieure réduisent considérablement le risque de perdre une partie ou la totalité des récoltes de l'année en raison de la pénurie de sol ou d'eau. De plus, les risques associés aux inondations et à l'érosion des sols pendant les saisons de fortes précipitations diminueraient. Les petits agriculteurs, en particulier ceux qui cultivent sur les collines, pourraient tirer le meilleur parti de la collecte des eaux de pluie, car ils sont capables de capturer le ruissellement et de réduire les effets de l'érosion des sols.
De nombreux pays, en particulier ceux qui vivent dans des environnements arides, utilisent l'eau de pluie comme source d'eau potable bon marché et fiable. Pour améliorer l'irrigation dans les environnements arides, des digues de sol sont construites pour piéger et empêcher l'eau de pluie de dévaler les collines et les pentes. Même pendant les périodes de faibles précipitations, suffisamment d'eau est recueillie pour que les cultures poussent. L'eau peut être collectée sur les toits, et les barrages, les étangs peuvent être construits pour contenir de grandes quantités d'eau de pluie, de sorte que même les jours où peu ou pas de pluie se produisent, il y a assez d'eau pour irriguer les cultures.

### Usage domestique
- En Chine, en Argentine et au Brésil, la collecte des eaux de pluie sur les toits est utilisée pour fournir eau potable, eau domestique, eau pour le bétail, eau pour irriguer et pour reconstituer les niveaux d'eau souterraine. La province chinoise du Gansu et le Nordeste semi-aride du Brésil ont les plus grands projets de collecte d'eau de pluie sur toit.
- Environ 40 % de la population rurale de Thaïlande utilise la collecte de l'eau de pluie[47]. La récolte des eaux de pluie a été fortement encouragée par le gouvernement dans les années 1980. Dans les années 1990, après l'épuisement du financement gouvernemental pour les réservoirs de collecte, le secteur privé est intervenu et a fourni plusieurs millions de réservoirs aux ménages, dont beaucoup continuent d'être utilisés aujourd'hui[23]. C'est l'un des plus grands exemples d'auto-approvisionnement en eau dans le monde.
- La collecte des eaux de pluie est obligatoire pour les nouvelles maisons construites à Santa Fe, New Mexico[48].
- Le Texas offre une exemption de la taxe de vente pour l'achat d'équipement de collecte de l'eau de pluie[49].
- Texas[28] et Ohio tous deux autorisent la collecte d'eau de pluie même à des fins d'eau potable.
- L'Oklahoma a adopté le Water for 2060 Act en 2012, afin de promouvoir des projets pilotes pour l'utilisation des eaux pluviales et des eaux grises parmi d'autres techniques d'économie d'eau[50].
- Au Royaume-Uni, on trouve souvent des réservoirs à eau de pluie (watter butts) dans les jardins familiaux et sur les jardins potagers pour collecter l'eau de pluie, qui est ensuite utilisée pour arroser le jardin.

### Industrie
L'aéroport de Francfort possède le plus grand système de collecte d'eau de pluie en Allemagne. Le système permet d'économiser environ 100 000 m3 d'eau par an. Le coût du système est de 1,5 million de dm (63 000 $ US) en 1993. Le système recueille l'eau des toits du nouveau terminal qui a une superficie de 26 800 m2. L'eau est collectée dans le sous-sol de l'aéroport où six réservoirs ont été mis en place, avec une capacité de stockage de 100 m3. L'eau est principalement utilisée pour la chasse d'eau, l'arrosage des plantes et le nettoyage du système de climatisation.
La collecte des eaux de pluie a été adoptée au vélodrome - le Parc olympique de Londres - afin d'accroître la durabilité de l'installation. Une diminution de 73 % de la demande en eau potable du parc a été comptabilisée. Malgré cela, il a été jugé que la récupération de l'eau pluie était une utilisation moins efficace des ressources financières, pour accroître la durabilité, que le programme de recyclage des eaux noires du parc.

## Qualité
La concentration de contaminants est considérablement réduite en détournant le flux initial d'eau de ruissellement. L'amélioration de la qualité de l'eau peut également être obtenue en utilisant un mécanisme de soutirage flottant (plutôt qu'à partir de la base du réservoir) et en utilisant une série de réservoirs, retirer du dernier en série. La préfiltration est une pratique courante dans l'industrie pour s'assurer que l'eau qui pénètre dans le réservoir est exempte de gros sédiments. La préfiltration est importante pour garder le système en bonne santé.
Conceptuellement, un système d'approvisionnement en eau devrait être en adéquation avec la qualité de l'eau par rapport à son utilisation finale. Cependant, dans la plupart des pays développés, l'eau potable de haute qualité est utilisée pour toutes les utilisations finales. Cette approche gaspille de l'argent et de l'énergie et affecte inutilement l'environnement. L'approvisionnement en eau de pluie qui a fait l'objet de mesures de filtration préliminaires pour les utilisations non potables de l'eau, comme les chasses d'eau, l'irrigation et la lessive, peut constituer une partie importante d'une stratégie de gestion durable de l'eau.